# Mwandishi
Albums de Herbie Hancock
Fat Albert Rotunda
(1969) Crossings
(1971)
Mwandishi est le dixième album studio d'Herbie Hancock. Il est sorti en 1970. C'est le premier album à présenter officiellement le sextet "Mwandishi" de Hancock composé du saxophoniste Bennie Maupin, du trompettiste Eddie Henderson, du tromboniste Julian Priester, du bassiste Buster Williams et du batteur Billy Hart.

## Historique
Cet album est l'un des premiers départs de Hancock des idiomes traditionnels du jazz, ainsi que le début d'un style original et créatif qui a finalement séduit un public plus large, par exemple, dans son album de 1973, Head Hunters. De plus, Mwandishi était la tentative de Hancock de poursuivre les principes et les styles musicaux qu'il avait explorés lors de ses expériences précédentes avec Miles Davis, par exemple sur In A Silent Way mais d'une manière plus discrète. Les explorations précédentes de Hancock dans le jazz fusion comprenaient Fat Albert Rotunda, un album lié à l'émission spéciale "Hey, Hey, Hey, It's Fat Albert".
Mwandishi a été enregistré au Wally Heider Studios Studio C, à San Francisco, Californie en janvier 1971, par le Mwandishi Sextet de Hancock. L'enregistrement a incorporé des notions progressives de funk, de jazz et de rock.
Les morceaux de Mwandishi incluent "Ostinato", dont la signature rythmique est 15/8, "You'll Know When You Get There" et "Wandering Spirit Song". Cette dernière présente l'utilisation intensive de la tension et de la libération par Hancock, dans laquelle il construit la tension de la chanson par des crescendos et un nombre croissant de voix musicales, puis libère la tension avec des accords de longue durée sur son synthétiseur.
Mwandishi ("compositeur") est le nom swahili que Hancock a adopté à la fin des années 1960 et au début des années 1970. Les membres du Sextet ont chacun adopté un nom swahili : Mchezaji ("joueur") pour Buster Williams, Jabali ("fort comme un roc") pour Billy Hart, Mganga ("médecin", dont les fonctions traditionnelles incluent exorcisme, prophétie et suppression des sorts) pour Eddie Henderson, Mwile ("corps", du swahili mwili) pour Bennie Maupin, Pepo Mtoto ("bébé démon") pour Julian Priester et Ndugu ("frère") pour Leon Chancler .

## Titres
| No | Titre                          | Auteur   | Durée |
| -- | ------------------------------ | -------- | ----- |
| 1. | Ostinato (Suite For Angela     | Hancock  | 13:05 |
| 2. | You'll Know When You Get There | Hancock  | 10:15 |
| 3. | Wandering Spirit Song          | Priester | 21:30 |

## Musiciens
- Mwandishi / Herbie Hancock – Fender Rhodes
- Eric Gale – guitare électrique
- Ronnie Montrose – guitare électrique sur "Ostinato (Suite For Angela)"
- Jerry Jemmott – basse
- Mchezaji / Buster Williams – basse
- Mganga / Eddie Henderson – trompette, bugle
- Mwile / Bennie Maupin – clarinette basse, flûte flûte alto, piccolo
- Pepo Mtoto / Julian Priester – trombones ténor et alto
- Joe Farrell – saxophones alto et ténor
- Joe Henderson – saxophone ténor, flûte alto
- Johnny Coles – trompette, bugle
- Joe Newman – trompette
- Ray Alonge – cor d'harmonie
- Jabali / Billy Hart – batterie
- Leon "Ndugu" Chancler – batterie et percussions sur Ostinato (Suite For Angela)
- Cepito / José Areas – congas et timbales sur Ostinato (Suite For Angela)
- Sandra Stevens – chant